# Lori Martin
Lori Martin, pseudonimo di Dawn Catherine Menzer (Glendale, 18 aprile 1947 – Oakhurst, 4 aprile 2010), è stata un'attrice statunitense.

## Biografia
Figlia di un artista commerciale, oltreché direttore artistico della Metro-Goldwyn-Mayer e della Warner Bros., Lori Martin entrò nel mondo della recitazione all'età di 6 anni grazie alla madre, che la portò da un agente specializzato nel casting di attori bambini. Apparve dapprima in spot pubblicitari per poi debuttare sul grande schermo con un piccolo ruolo nel film La legge del mitra (1958), dove venne accreditata col suo nome di battesimo. Acquisì notorietà nel 1962, all'età di 14 anni, con il ruolo di Nancy Bowden nel thriller Il promontorio della paura, al fianco di Gregory Peck. Successivamente recitò anche in diverse serie televisive come Il magnifico King, Il carissimo Billy e Io e i miei tre figli. 
All'inizio degli anni settanta decise di interrompere la propria carriera di attrice a seguito di varie dispute all'interno del mondo hollywoodiano e si sposò con Charles Breitenbucher, con il quale gestì un'azienda di forniture mediche fino alla morte di lui nel 1999, e da cui ebbe un figlio, Brett. Dopo la morte del marito, l'attrice iniziò a soffrire di schizofrenia e disturbo bipolare, facendo inoltre uso illecito di droghe. Si suicidò con un colpo di pistola il 4 aprile 2010, due settimane prima del suo 63º compleanno.

## Filmografia

### Cinema
- La legge del mitra (Machine-Gun Kelly), regia di Roger Corman (1958)
- Sono un agente FBI (The FBI Story), regia di Mervyn LeRoy (1959)
- Il promontorio della paura (Cape Fear), regia di J. Lee Thompson (1962)
- La caccia (The Chase), regia di Arthur Penn (1966)

### Televisione
- Il magnifico King (National Velvet) – serie TV, 58 episodi (1960-1962)
- The Donna Reed Show – serie TV, 1 episodio (1963)
- Il carissimo Billy (Leave It to Beaver) – serie TV, 1 episodio (1963)
- Breaking Point – serie TV, 1 episodio (1964)
- Slattery's People – serie TV, episodio 1x11 (1964)
- Io e i miei tre figli (My Three Sons) – serie TV, episodi 6x25-10x25 (1966-1970)
- Tre nipoti e un maggiordomo (Family Affair) – serie TV, episodio 3x15 (1969)
- Il tempo della nostra vita (Days of Our Lives) – soap opera, 1 puntata (1974)